# Сынтана
Сынтана (рум. Sântana; венг. Újszentanna; нем. Sanktanna) — город на западе Румынии, в жудеце Арад.

## География
Расположен в 29 км к северо-востоку от центра жудеца, города Арад, на высоте 112 м над уровнем моря.

## Население
По данным переписи 2002 года население города составляло 12 936 человек. Этнический состав населения представлен румынами (79,08 %), цыганами (14,91 %), венграми (2,19 %), немцами (3,49 %) и другими национальностями (0,40 %). 84,36 % населения Сынтаны считает родным румынский язык; 10,09 % — цыганский; 3,41 % — немецкий и 1,91 % — венгерский. Православие исповедуют 79,55 % населения города; католицизм — 5,51 %; 11,46 % населения — пятидесятники.

## Экономика
Сынтана — крупный центр производства вин, экономика основана главным образом на сельском хозяйстве. Является важной транспортной развязкой.

## Известные личности
- Оскар Кауфманн — венгерский, немецкий и израильский архитектор